# Moss Verft

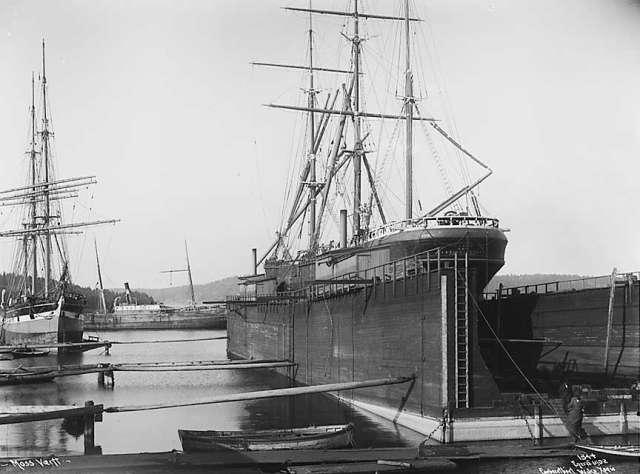
Moss Verft, 1902

Die Moss Verft war ein Schiffbauunternehmen auf der Insel Jeløya bei Moss am Oslofjord in Norwegen. Sie wurde 1870 unter dem Namen J. & JH. Vogt, Moss Skibsværft, gegründet, wurde aber umgangssprachlich allgemein als Vogteværven bezeichnet. Der Name wurde später in Moss Værft, dann in Moss Værft & Dokk und schließlich in Moss Verft geändert. Das Unternehmen wurde 1987 geschlossen.

## Geschichte

### 1870–1940

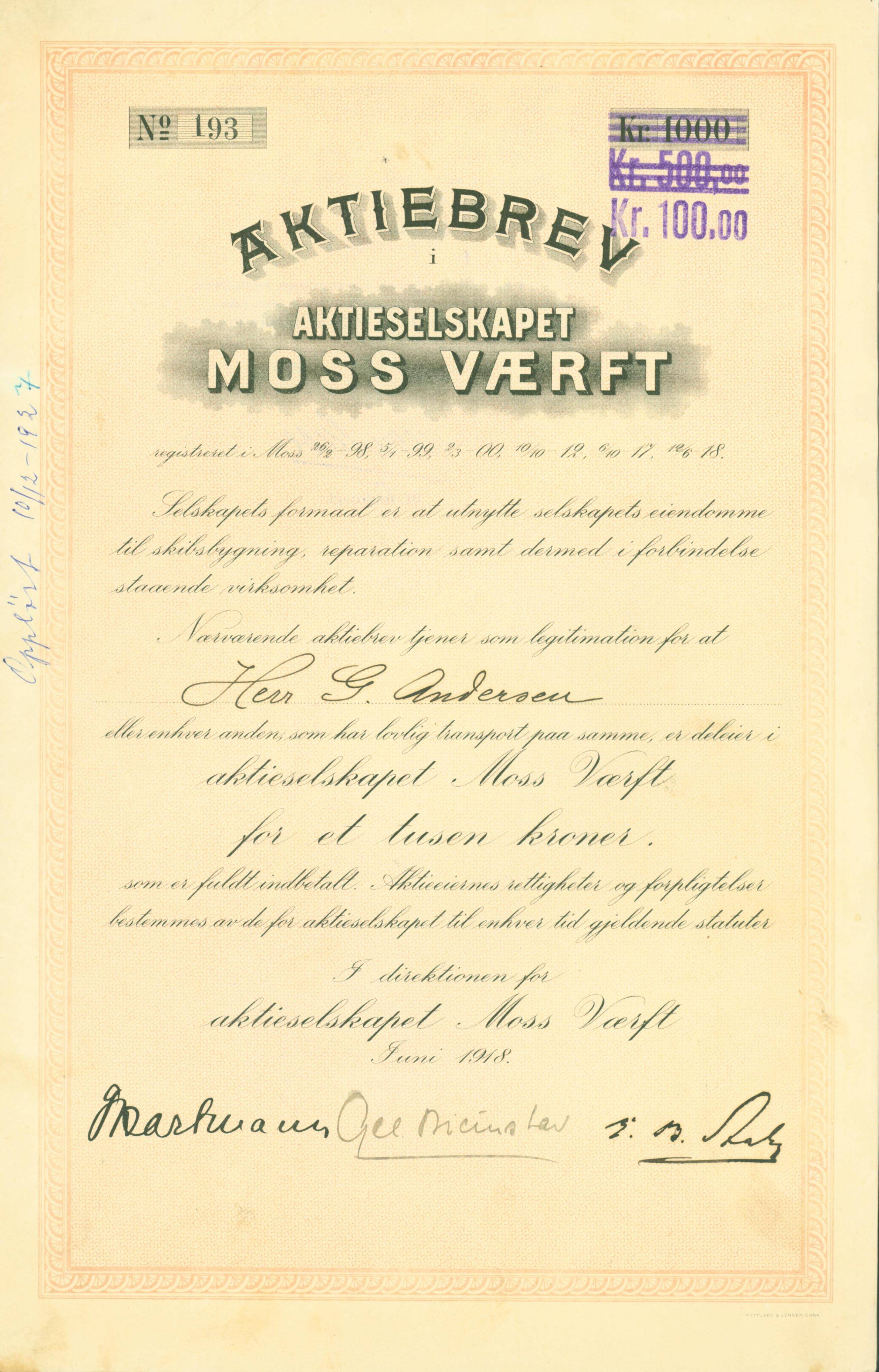
Aktie der Moss Værft vom 1. Juni 1918

Im Jahre 1870 übernahmen die Zwillinge Johan und Jørgen Hermann Vogt eine kleine, 1860 von dem Kaufmann N. W. Grønn begründete Bootsreparaturwerkstatt. Schon im nächsten Jahr wurde der erste Neubau, der Schoner Lyn, ausgeliefert. Der Betrieb expandierte und war bis in die späten 1880er Jahre sehr beschäftigt. Dann wurde es schwierig, weiterhin profitabel to arbeiten, und im Jahre 1889 wurden sowohl die Vogteværven als auch die nahe Erichsverven von der Moss Værft GmbH übernommen und zusammengelegt. Ab 1890 war diese dann die einzige noch in Moss bestehende Werft. Im Februar 1898 bildeten die bisherigen Gesellschafter ihre Firma in die Aktiengesellschaft Moss Værft um. In den Jahren 1914 bis 1920 hatte die Werft rund 500 Beschäftigte. Ab 1921 begann jedoch ein Niedergang, und im Jahre 1927 wurde die Moss Værft AG liquidiert, aber noch im gleichen Jahr unter dem neuen Namen Moss Værft & Dokk wiederbelebt. Erster Verwaltungsratsvorsitzender war der Großindustrielle Ferdinand Anker. Die Werft erreichte wieder eine respektable Größe und baute im Laufe der Zeit Segel-, Dampf- und Motorschiffe.

### 1940–1945
Während der deutschen Besetzung Norwegens im Zweiten Weltkrieg von 1940 bis 1945 wurde die Werft von den Besatzungsbehörden vor allem zur Umrüstung von Walfangbooten und Fischkuttern zu bewaffneten Vorposten- und Sicherungsbooten herangezogen. Nach Kriegsende wurde Ferdinand Anker daher, sowie wegen der Versorgung der Besatzer mit kriegswichtigen Rohmaterialien wir Eisen und Zinn, der Beschäftigung von Zwangsarbeitern und anderer angeblicher Vergehen, 1946 des Landesverrats angeklagt und schließlich wegen Zusammenarbeit mit dem Feind verurteilt. Auch die Moss Værft & Dokk als solche wurde in diese Affäre verwickelt: im Jahre 1950 wurden die ehemaligen Vorstandsmitglieder der Werft von der Reederei Sobral in einem Gerichtsverfahren beschuldigt, ihre vertraglichen Verpflichtungen hinsichtlich des Baus zweier Schiffe nicht eingehalten zu haben, da sie sich stattdessen auf die Lieferung bewaffneter Walfänger an die Kriegsmarine konzentriert hätten.

### 1945–1987
Nach dem Krieg baute die Werft Frachter, Tanker, Massengutfrachter, Bergungsschiffe und Walfänger. Sie wurde insbesondere für ihre Gas- und Chemikalientanker bekannt, von denen sie insgesamt 50 ablieferte. Von 1945 bis 1986 baute die Moss Werft 84 Schiffe. Im Jahre 1961 wurde sie von dem Konzern Kværner Brug übernommen, und als Kværner 1970 auch die Rosenberg Verft in Stavanger übernahm, wurden die beiden Betriebe zur Moss-Rosenberg Verft zusammengelegt. Die Moss Werft war in den 1970er Jahren der größte Arbeitgeber in Moss: 1975 hatte sie 1068 Mitarbeiter.
Ab 1971 führte die Werft Gastanker im Moss-System (später Moss-Rosenberg-System) ein, ein bis heute verwendetes Bauprinzip mit kugelförmigen Tanks.
Die allgemeine Werftenkrise der 1970er und 1980er Jahre verschonte auch die Moss Werft nicht. Das letzte dort gebaute Schiff war 1986 eine Eisenbahnfähre für die schwedische Staatsbahn Statens Järnvägar, und 1987 wurde der Betrieb eingestellt. Im Jahr 2000 verkaufte die Eigentümergemeinschaft der ehemaligen Werft das Gelände an die Jeløy Strandpark ANS. Dort befinden sich heute Wohnhäuser und kleinere Industriebetriebe.